# Cabana de munició Rocalta
La Cabana de munició Rocalta és una obra de Conca de Dalt (Pallars Jussà) inclosa a l'Inventari del Patrimoni Arquitectònic de Catalunya.

## Descripció
Cabana de munició. Murs construïts amb pedra i morter aprofitant el terreny rocós.
Durant el temps que va estar en actiu el Frot de Pallars (Abril - Desembre 1938), l'exèrcit republicà va condicionar diversos punts de la serra o el roc de Pessonada, el punt més alt el qual és Rocalta. Es van habilitar trinxeres, cabanes de munició, camins, dipòsits i de més.
Per la quantitat de munició trobada, es dedueix que aquesta construcció en concret s'emprava com a polvorí. Trobem algunes inscripcions al mur, sense estudiar. En altres construccions de la zona s'han trobat les referències dels constructors de les estructures.

## Història
Fitxa donada d'alta amb la informació proporcionada pel Cos d'Agents Rurals de la zona, recollida al model de fitxa F30 nº 1675, realitzada el 5/09/2013.
Construït durant el temps que va estar en actiu el Frot de Pallars (Abril - Desembre 1938),